# 伊萬里神社
伊萬里神社（いまりじんじゃ）は佐賀県伊万里市に所在する神社である。旧社格は県社。

## 概要
旧県社の香橘神社（こうきつじんじゃ）と戸渡嶋神社（ととしまじんじゃ）、岩栗神社（いわくりじんじゃ）が合祀され1962年（昭和37年）に現在の伊萬里神社が成立した。旧戸渡嶋神社及び岩栗神社の鳥居も境内に残されている。
香橘神社は社伝では垂仁天皇の代に天皇の命で常世の国から不老長寿の妙薬と称された非時香菓（ときじくのかぐのこのみ、橘のこと）を持ち帰った田道間守命が帰途この地に非時香菓を一株植えたという言い伝えを聞いた橘嶋田麻呂が、橘氏の族祖橘諸兄との因縁を思い、諸兄を祀る社殿を創建したのが始まりとされる。田道間守の伝説によって、日本における橘の初渡来地として「橘の宮」と称されたと言われている。そのことから、田道間守命を祀る中嶋神社が境内社として本殿近くに合祀されている。その後、安倍宗任が松浦郡司として赴任した際に英彦山権現を合祀したと伝えられており、以来、英彦山系の修験道の社となったと考えられる。天正年間に戦災によって社殿は焼失したが、承応3年（1654年）に再建された。
岩栗神社は社伝によれば、天平12年（740年）の藤原広嗣の乱に際し、紀飯麻呂が族祖彦太忍信命を栗の大木に祀って戦勝祈願したことが始まりとされる。戸渡嶋神社は元は戸渡島（現在の木須町）にあったものが江戸時代に牧島村（現在の瀬戸町）に移された。創建は神功皇后の時代に遡ると伝えられている。
また、伊万里出身の森永製菓創業者である森永太一郎の胸像が境内に建立されている。

## 祭礼
- 橘祭（例祭） : 7月19日。
- 御神幸祭 : 10月22日-24日（伊万里トンテントン祭り）。

## 交通
- JR筑肥線・松浦鉄道西九州線伊万里駅から徒歩約15分。